# Fuente de Cantos
Fuente de Cantos – gmina w Hiszpanii, w prowincji Badajoz, w Estramadurze, o powierzchni 251,77 km². W 2011 roku gmina liczyła 4944 mieszkańców.